# Eugen Eduard Schäffer

Selbstbildnis, 1821/1822

Eugen Eduard Schäffer, auch Scheffer (* 30. März 1802 in Frankfurt am Main; † 7. Januar 1871 ebenda), war ein deutscher Zeichner und Lithograf. Von 1833 bis in die 1850er Jahre war er Lehrer der Kupferstecherkunst am Städelschen Kunstinstitut.

## Leben

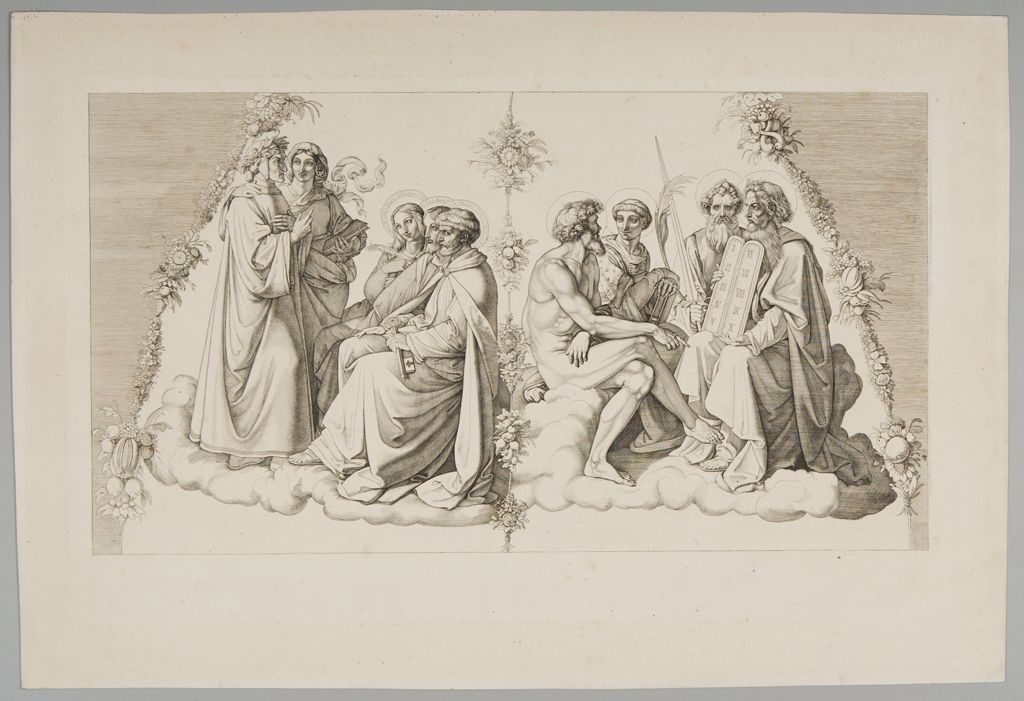
Dantes Paradies nach Peter Cornelius, 1825

Schäffer, Sohn eines früh verstorbenen Gastwirts einer Garküche am Frankfurter Dom, besuchte nach der Weißfrauenschule und einer privaten Zeichenschule ab Juni 1818 das Städelsche Kunstinstitut unter dem Kupferstecher Johann Conrad Ulmer, ab Mai 1821 die Königliche Akademie der Bildenden Künste München und von 1824 bis 1826 die Kunstakademie Düsseldorf unter Peter Cornelius, dessen Bild Dantes Paradies er dort 1825 stach.
Mit Cornelius ging er 1826 wieder nach München, wo er von 1826 bis 1828 dessen Unterwelt reproduzierte. Ferner entstanden zu dieser Zeit drei Umrissstiche zu Peleus und Thetis und, je zwei auf einem Blatt, Die Vermählung und Entführung der Helena, Das Urteil des Paris und Die Opferung der Iphigenia, alle nach Cornelius. 1828 schuf er ein Bildnis des Buchhändlers Friedrich Campe (1777–1846) in Nürnberg und zum Dürerfest die Dürerstatue nach Konrad Eberhard. 1831 fertigte er in 3 Blättern den Konturstich Die sieben Freuden Mariä nach Hans Memling.

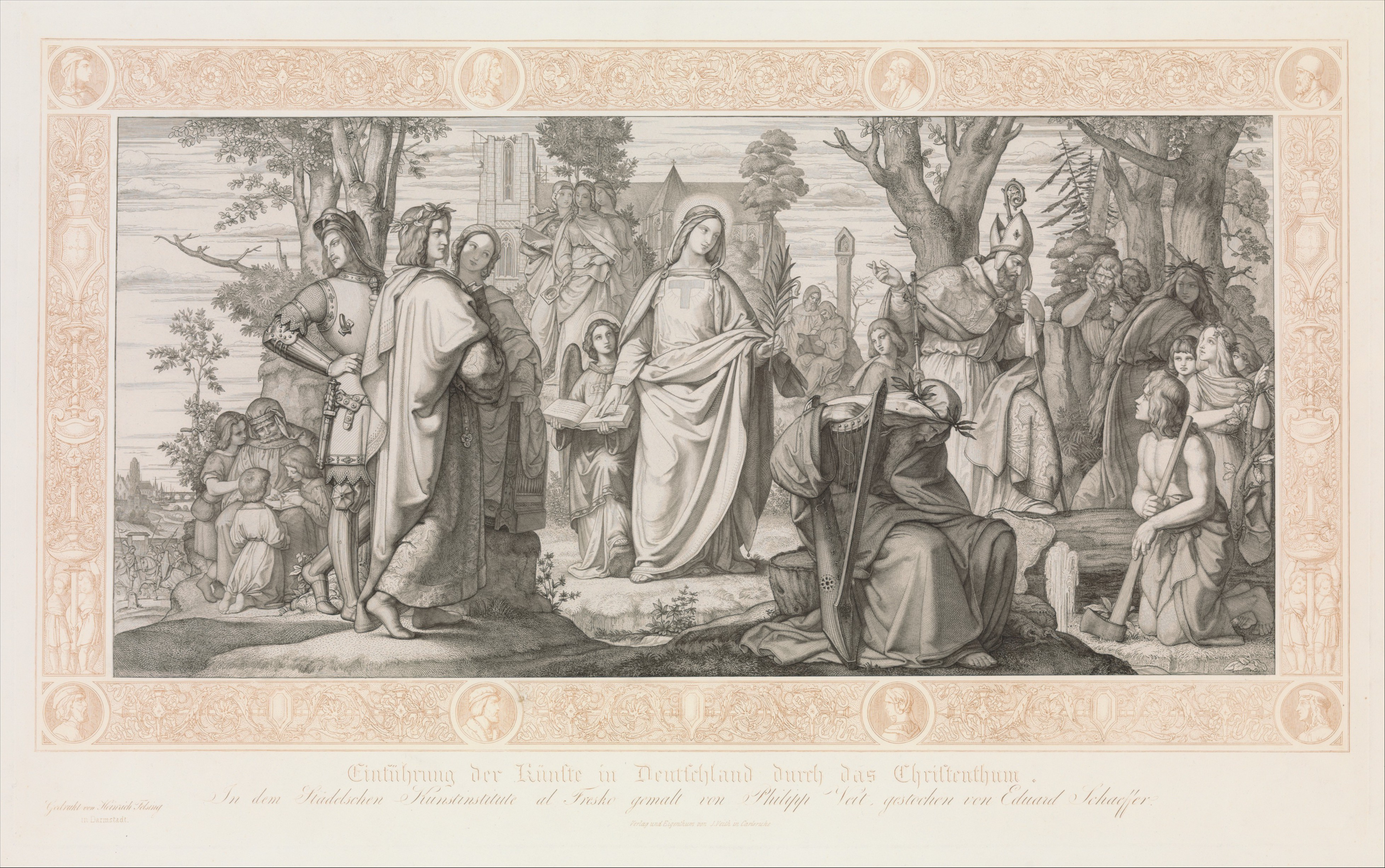
Einführung der Künste in Deutschland durch das Christenthum, Stich nach Philipp Veit, 1841

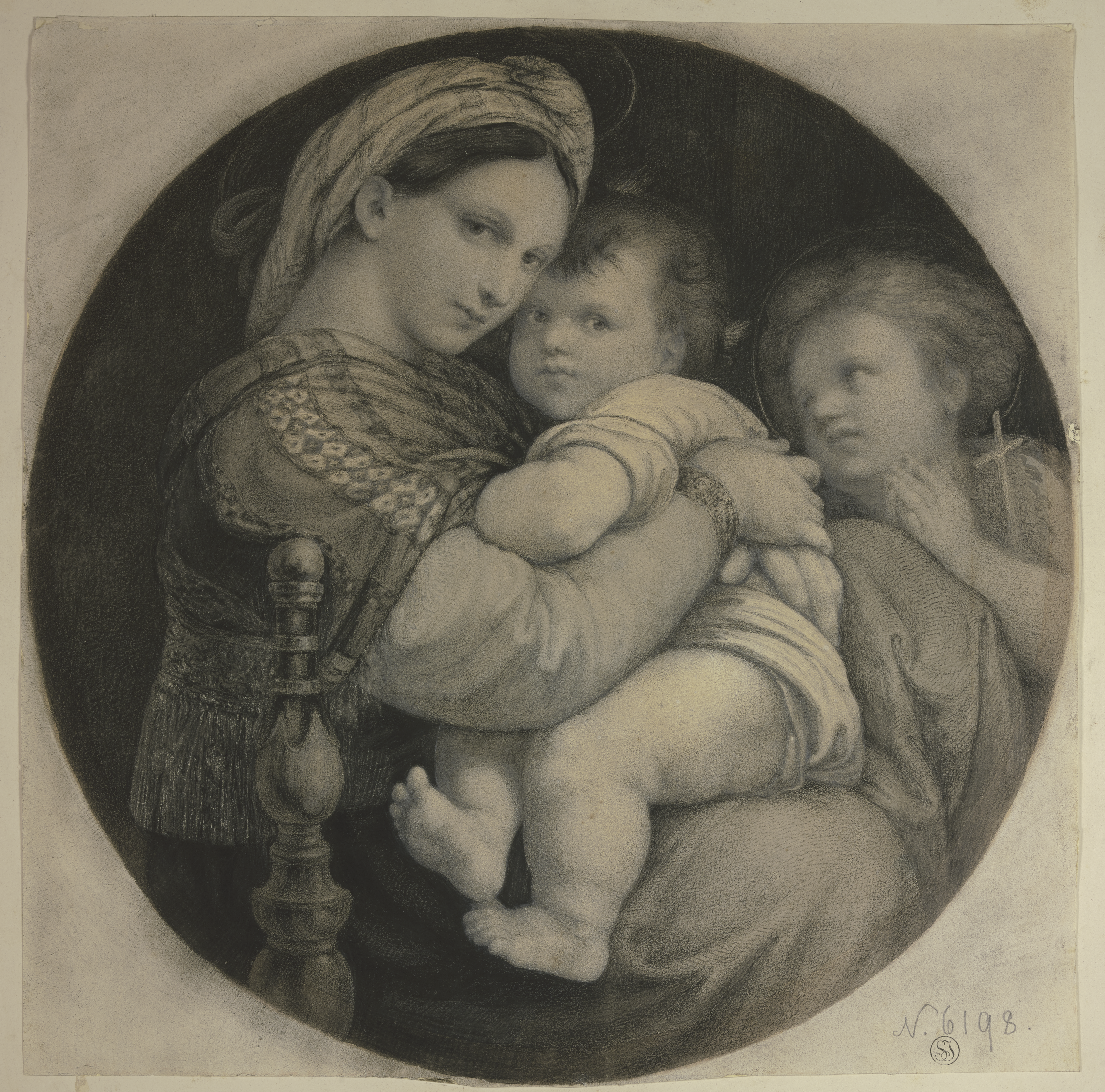
Madonna della Sedia (Madonna della Seggiola), Kreidezeichnung nach Raffael, 1844

Nachdem er 1832 in seine Vaterstadt zurückgekehrt war, wurde er dort 1833 Lehrer für Kupferstecherkunst am Städelschen Kunstinstitut. Bald entstanden die Blätter Romeo und Julia nach Cornelius (1835–1836, Münchener Kunstvereinsblatt für 1837), Die Verbrecher und Iphigenia nach Wilhelm Kaulbach, die Euphrosyne nach Edward Steinle, Die hl. Genovefa (1839) nach Eduard Steinbrück (1839, Düsseldorfer Kunstvereinsblatt), Der Erlkönig nach Bernhard Neher (1840, Leipziger Kunstvereinsblatt) sowie die Einführung der Künste in Deutschland durch das Christenthum (1841) sowie Germania und Italia (1842) nach Philipp Veit. 1844 reiste er nach Italien und hielt sich besonders in Florenz auf, wo er die Madonna della Sedia nach Raffael zeichnete. Die Zeichnung setzte er 1845 in Frankfurt am Main in einen Stich um, dessen Platte 1849 fertiggestellt war. 1851 erschien sie im Druck. 1848 stieg er am Städelschen Kunstinstitut zum Professor auf.
Im August 1852 ging Schäffer erneut nach Italien, wo er Venedig, Bologna, Neapel, Florenz und andere Orte besuchte, sich von September 1852 bis Mai 1853 in Rom aufhielt und dort 1853 am „Cervarofest“ des Deutschen Künstlervereins teilnahm. Anschließend lebte er in München. Weil er unerlaubt den ihm gewährten Urlaub überzogen hatte, war er aus dem Lehrkörper des Städelschen Kunstinstituts entlassen worden.
Im Oktober 1856 war er wieder in Frankfurt, wo er alsbald die Madonna del Granduca nach Raffael fertig stellte. Für die 1849 in London gegründete Arundel Society lieferte er noch verschiedene der römischen Fresken Fiesoles aus dem Leben der Heiligen Stephanus und Laurentius und nach Giottos Fresken zu Padua Die Grablegung Christi und Die Erweckung des Lazarus. 1857 trat er der Frankfurter Künstlergesellschaft bei.
In den letzten Lebensjahren litt er unter einer „eigentümlichen Wandelbarkeit und Unstetigkeit“, so dass viele angefangene Arbeiten nicht mehr fertig wurden. Am 24. November 1870 traf ihn in seinem Atelier ein Schlaganfall, am 7. Januar 1871 starb er im Alter von 68 Jahren.